# Assassination Classroom/Episodenliste
Assassination Classroom ist eine Anime-Serie die von Peppermint Anime lizenziert wurde. Vom 10. Januar 2015 bis zum 20. Juni 2015 wurde die erste Staffel auf Fuji TV ausgestrahlt. Die zweite Staffel wurde vom 8. Januar 2016 bis zum 1. Juli 2016 auch auf Fuji TV ausgestrahlt. Mittlerweile sind die zwei Staffeln von Assassination Classroom auf Netflix verfügbar.

## Staffel 1
| Nr. (ges.) | Nr. (St.) | Deutscher Titel                           | Originaltitel                                                  | Erstausstrahlung Japan |
| ---------- | --------- | ----------------------------------------- | -------------------------------------------------------------- | ---------------------- |
| 1          | 1         | Zeit zum Töten!                           | 暗殺の時間 (Ansatsu no Jikan)                                  | 10. Jan. 2015          |
| 2          | 2         | Zeit für Baseball                         | 野球の時間 (Yakyū no Jikan)                                    | 17. Jan. 2015          |
| 3          | 3         | Karmas Zeit                               | カルマの時間 (Karuma no Jikan)                                 | 31. Jan. 2015          |
| 4          | 4         | Die Zeit der Erwachsenen                  | 大人の時間 (Otona no Jikan)                                    | 7. Feb. 2015           |
| 5          | 5         | Zeit der Versammlung                      | 集会の時間 (Shūkai no Jikan)                                   | 14. Feb. 2015          |
| 6          | 6         | Klausurenzeit                             | テストの時間 (Tesuto no Jikan)                                 | 21. Feb. 2015          |
| 7          | 7         | Zeit für die Klassenfahrt! Erste Stunde   | 修学旅行の時間・1時間目 (Shūgakuryokō no Jikan: Ichi-Jikan-me) | 28. Feb. 2015          |
| 8          | 8         | Zeit für die Klassenfahrt! Zweite Stunde  | 修学旅行の時間・2時間目 (Shūgakuryokō no Jikan: Ni-Jikan-me)   | 7. März 2015           |
| 9          | 9         | Zeit für die neue Mitschülerin!           | 転校生の時間 (Tenkōsei no Jikan)                               | 14. März 2015          |
| 10         | 10        | Zeit für L und R                          | LRの時間 (Eru Āru no Jikan)                                    | 21. März 2015          |
| 11         | 11        | Zeit für neue Mitschüler! Zweite Stunde   | 転校生の時間・2時間目 (Tenkōsei no Jikan: Ni-Jikan-me)         | 28. März 2015          |
| 12         | 12        | Zeit für ein Baseball-Turnier!            | 球技大会の時間 (Kyūgi Taikai no Jikan)                         | 11. Apr. 2015          |
| 13         | 13        | Zeit für Talent                           | 才能の時間 (Sainō no Jikan)                                    | 18. Apr. 2015          |
| 14         | 14        | Zeit für Visionen                         | ビジョンの時間 (Bijon no Jikan)                                | 25. Apr. 2015          |
| 15         | 15        | Zeit für die Trimesterabschlussprüfung!   | 期末の時間 (Kimatsu no Jikan)                                  | 2. Mai 2015            |
| 16         | 16        | Zeit für das Ende des ersten Trimesters   | 終業の時間・1学期 (Shūgyō no Jikan: Ichi-gakki)                | 9. Mai 2015            |
| 17         | 17        | Zeit für die Insel                        | 島の時間 (Shima no Jikan)                                      | 16. Mai 2015           |
| 18         | 18        | Zeit für eine entschlossene Durchführung! | 決行の時間 (Kekkō no Jikan)                                    | 23. Mai 2015           |
| 19         | 19        | Zeit der Dämonen                          | 伏魔の時間 (Fukuma no Jikan)                                   | 30. Mai 2015           |
| 20         | 20        | Karmas Zeit – Zweite Stunde               | カルマの時間・2時間目 (Karuma no Jikan: Ni-Jikan-me)           | 6. Juni 2015           |
| 21         | 21        | Zeit für Takaoka                          | 鷹岡の時間 (Takaoka no Jikan)                                  | 13. Juni 2015          |
| 22         | 22        | Nagisas Zeit                              | 渚の時間 (Nagisa no Jikan)                                     | 20. Juni 2015          |

## Staffel 2
| Nr. (ges.) | Nr. (St.) | Deutscher Titel                        | Originaltitel                                     | Erstausstrahlung Japan |
| ---------- | --------- | -------------------------------------- | ------------------------------------------------- | ---------------------- |
| 23         | 1         | Zeit für das Sommerfest                | 夏祭りの時間 (Natsumatsuri no Jikan)              | 8. Jan. 2016           |
| 24         | 2         | Kaedes Zeit                            | カエデの時間 (Kaede no Jikan)                     | 15. Jan. 2016          |
| 25         | 3         | Horibe Itonas Zeit                     | 堀部糸成の時間 (Horibe Itona no Jikan)            | 22. Jan. 2016          |
| 26         | 4         | Die Fäden der Zeit                     | 紡ぐ時間 (Tsumugu Jikan)                          | 29. Jan. 2016          |
| 27         | 5         | Zeit des Anführers                     | リーダーの時間 (Rīdā no Jikan)                    | 5. Feb. 2016           |
| 28         | 6         | Zeit für „Vorher“ und „Nachher“        | ビフォーアフターの時間 (Bifō Afutā no Jikan)      | 12. Feb. 2016          |
| 29         | 7         | Zeit des Todesgottes – Erster Teil     | 死神の時間 前編 (Shinigami no Jikan Zenpen)       | 19. Feb. 2016          |
| 30         | 8         | Zeit des Todesgottes – Zweiter Teil    | 死神の時間 後編 (Shinigami no Jikan Kōhen)        | 26. Feb. 2016          |
| 31         | 9         | Zeit für die zweite Runde              | 2周目の時間 (Ni-Shū-me no Jikan)                  | 4. März 2016           |
| 32         | 10        | Zeit für das Schulfest                 | 学園祭の時間 (Gakuen-sai no Jikan)                | 11. März 2016          |
| 33         | 11        | Zeit für die Trimesterabschlussprüfung | 期末の時間 2時間目 (Kimatsu no Jikan Ni-Jikan-me) | 18. März 2016          |
| 34         | 12        | Zeit für Raum                          | 空間の時間 (Kūkan no Jikan)                       | 25. März 2016          |
| 35         | 13        | Zeit, leben zu lassen                  | 生かす時間 (Ikasu Jikan)                          | 1. Apr. 2016           |
| 36         | 14        | Zeit für die wahre Gestalt             | 正体の時間 (Shōtai no Jikan)                      | 8. Apr. 2016           |
| 37         | 15        | Zeit für ein Geständnis                | 告白の時間 (Kokuhaku no Jikan)                    | 22. Apr. 2016          |
| 38         | 16        | Zeit für die Vergangenheit             | 過去の時間 (Kako no Jikan)                        | 29. Apr. 2016          |
| 39         | 17        | Zeit des Zwiespalts                    | 分裂の時間 (Bunretsu no Jikan)                    | 6. Mai 2016            |
| 40         | 18        | Zeit für die Entscheidung              | 結果の時間 (Kekka no Jikan)                       | 13. Mai 2016           |
| 41         | 19        | Zeit im Weltall                        | 宇宙の時間 (Uchū no Jikan)                        | 20. Mai 2016           |
| 42         | 20        | Zeit für den Valentinstag              | バレンタインの時間 (Barentain no Jikan)           | 27. Mai 2016           |
| 43         | 21        | Zeit für Vertrauen                     | 信頼の時間 (Shinrai no Jikan)                     | 3. Juni 2016           |
| 44         | 22        | Zeit für Happy Birthday                | ハッピーバースデイの時間 (Happī Bāsudei no Jikan) | 10. Juni 2016          |
| 45         | 23        | Zeit für den Endgegner                 | ラスボスの時間 (Rasubosu no Jikan)                | 17. Juni 2016          |
| 46         | 24        | Zeit für den Abschluss                 | 卒業の時間 (Sotsugyō no Jikan)                    | 24. Juni 2016          |
| 47         | 25        | Zeit für die Zukunft                   | 未来の時間 (Mirai no Jikan)                       | 1. Juli 2016           |